# Megalocórnea
La megalocórnea es una enfermedad del ojo que consiste en la existencia de una córnea aumentada de tamaño que presenta un diámetro superior a los 13 mmm.

## Descripción
La enfermedad es bilateral y está presente desde el nacimiento, pero no es progresiva.SE trata de un trastorno raro, recesivo, ligado al cromosoma X. Los pacientes que presentan megalocórnea tienen una cámara anterior del ojo más profunda de lo normal y suelen presentar miopía y astigmatismo elevados. Tienen predisposición a que la lente del ojo o cristalino se mueva de su posición habitual, fenómeno que se conoce como subluxación del cristalino o ectopia lentis.  
Puede presentarse de dos formas diferentes:
- Como trastorno aislado. En el 90% de los casos tiene un origen genético que se hereda ligada al cromosoma X, por lo cual se presenta en hombres, mientras que las mujeres son las transmisoras de la enfermedad pero no la padecen.

- Acompañada por otras anomalías. En este caso, la megalócornea se asocia  a otras malformaciones que pueden ser muy variadas, como ocurre en el Síndrome de Marfan, el Síndrome de Down, el Síndrome de Alport, la osteogénesis imperfecta, el Síndrome de Ehlers-Danlos y el Síndrome de Neuhausser.[2]